# روغن دانه کدو
روغن تخم کدو یک روغن آشپزی است که به ویژه در اروپای مرکزی مورد استفاده قرار می‌گیرد.